# 孫珀齡
孫珀齡（？—？），原名孫秠，字五粒，山東濟南府淄川縣（今淄博市淄川區）大庄人。清朝官員。

## 生平
孫珀齡承家學，於明崇禎六年（1633年）考中癸酉科山東鄉試六十七名舉人。清順治三年（1646年），清廷首開會試，孫珀齡一舉中式，殿試位列二甲，賜進士出身。授工科給事中。歷官刑科左右給事中，順治十一年（1654年），陞禮科都給事中。順治十三年（1656年）三月，補太僕寺少卿。同年十一月，升鴻臚寺卿。官至通政使司左通政。
順治十四年（1657年），丁酉順天鄉試科場案爆發。孫珀齡為子孫蘭茁請託，受到牽連，於次年流徙尚陽堡。直到康熙二年（1663年），朝廷下修工贖罪之令。其弟琰齡傾家蕩產，方將其贖回。

## 家族
曾祖孫光輝，明嘉靖七年（1528年）進士，選翰林院庶吉士，官至南京戶部主事；父孫之獬，天啟二年（1622年）中進士，附魏忠賢黨，官至翰林院侍講。崇禎時因哭保《三朝要典》被削籍；明亡，剃髮降清，官至禮部左侍郎。

## 外部連結
- 孫珀齡 （页面存档备份，存于） 中研院史語所